# Новохортица
Новохортица (укр. Новохортиця) — село,
Каменский сельский совет,
Софиевский район,
Днепропетровская область,
Украина.
Код КОАТУУ — 1225283805. Население по переписи 2001 года составляло 97 человек .

## Географическое положение
Село Новохортица находится на расстоянии в 2 км от села Вишнёвое.
По селу протекает пересыхающий ручей с запрудой.
Рядом проходит автомобильная дорога Н-11.